# اندیس مرمریت قاضی اخوی بوکان
مرمریت قاضی اخوی بوکان یک اندیس مصالح ساختمانی است که در استان آذربایجان غربی قرار دارد و مادهٔ معدنی موجود در آن، مرمریت است. سنگ میزبان این اندیس سنگهای آهکی است و دیرینگی آن به دوران میوسن می‌رسد.